# 音乐城

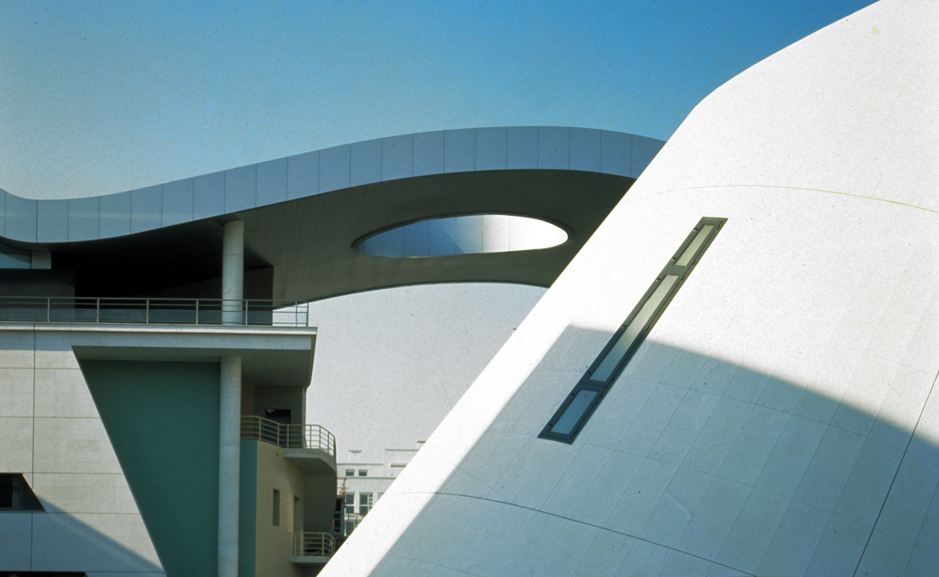
音乐城

音乐城（法語：Cité de la Musique，發音：[site də la myzik]）是一组位于法国巴黎十九区维莱特公园内的音乐建筑群，由法国文化部主管并经建筑师克里斯蒂安·德波尔藏帕克设计，于1995年12月7日落成并开业。音乐城所在地原为屠宰场区，是时任法国总统弗朗索瓦·密特朗改造工程的一部分。

## 背景
音乐城占地总面积28748平方米，由一个250座圆形剧场、一个完全模块化的音乐厅（可容纳900至1600名观众）、一个音乐博物馆（主要收藏可追溯至16世纪至21世纪的重要古典乐器）、一个大型音乐媒体图书馆以及一个展览室所组成。隶属于法国公立工商业机构的音乐城还受国家委托，管理经重大整修后于2006年9月13日重新开放的普莱耶尔音乐厅（法語：Salle Pleyel）。2015年1月，由建筑师让·努维尔设计的巴黎爱乐厅建成，并将其收纳为音乐城的一部分。

### 音乐博物馆
音乐博物馆收藏有约8390件藏品，其中包括巴黎音乐学院自1793年以来收藏的约4442件乐器、1097件乐器元件、939件艺术品（绘画、雕塑等），以及一些档案和拥有110000份书面和视听文献的文库。该博物馆的藏品于1864年向公众开放，并于1997年搬迁至音乐城，收藏了从16世纪至今在西方古典音乐、现代主义和世界各国的民族音乐中所使用的乐器，其中包括鲁特琴、拱鲁特琴、近200把古典吉他、制琴师安东尼奥·斯特拉迪瓦里的小提琴、数个不同来源（包括制琴师安德烈亚·瓜尔内里及其家族、尼古拉·阿玛蒂、法国和佛兰德）的羽管键琴、法国钢琴制造师塞巴斯蒂安·埃拉尔和普莱耶尔公司的钢琴以及比利时音乐家阿道夫·萨克斯的萨克斯管等。这些乐器根据时期和类型区分，在五个不同的区域展出。入口处为参观者提供个人音频设备，包含解说和乐器演奏的音乐摘录。沿途还配有视频屏幕和比例模型。

## 图集

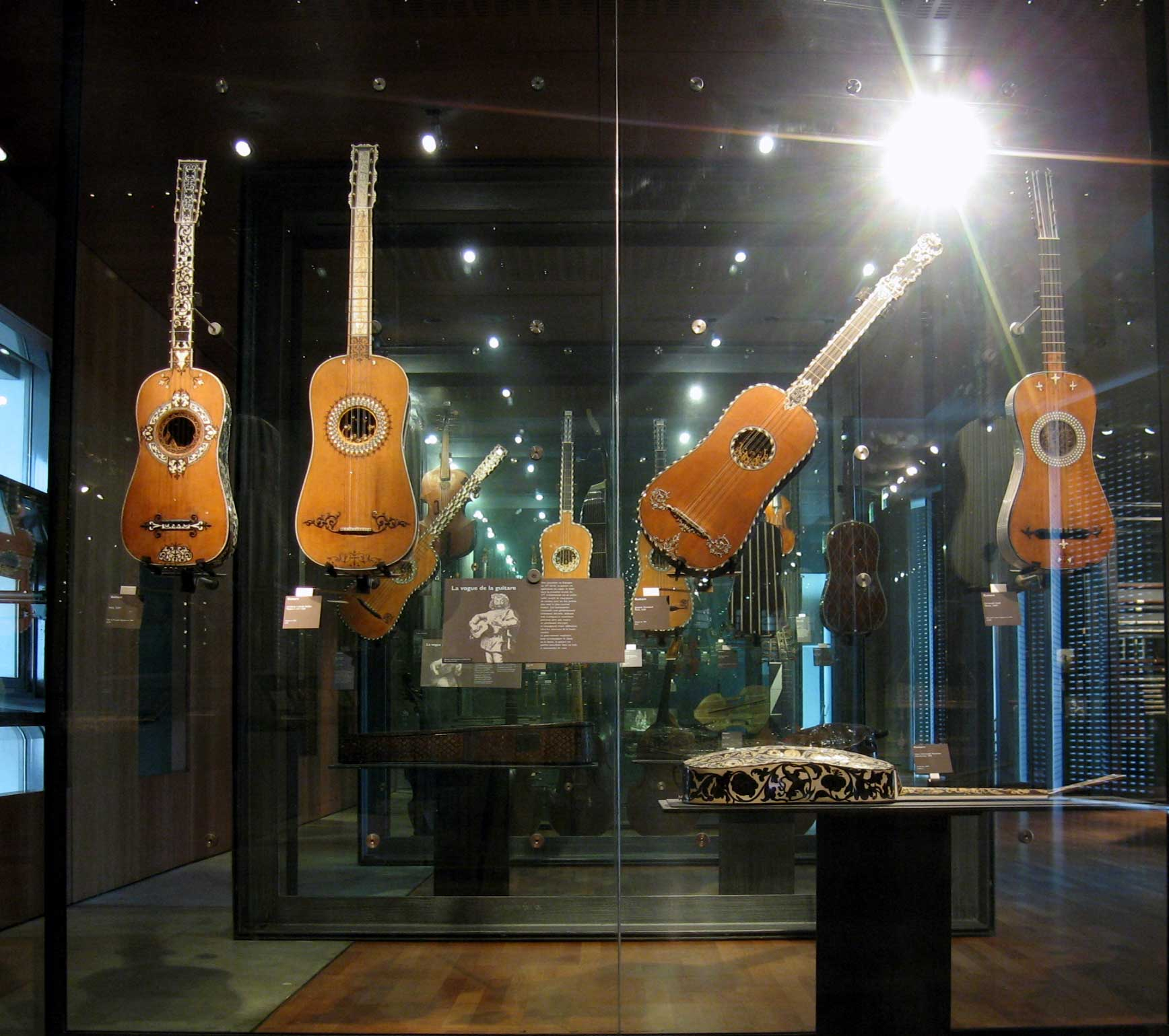
17世纪的吉他
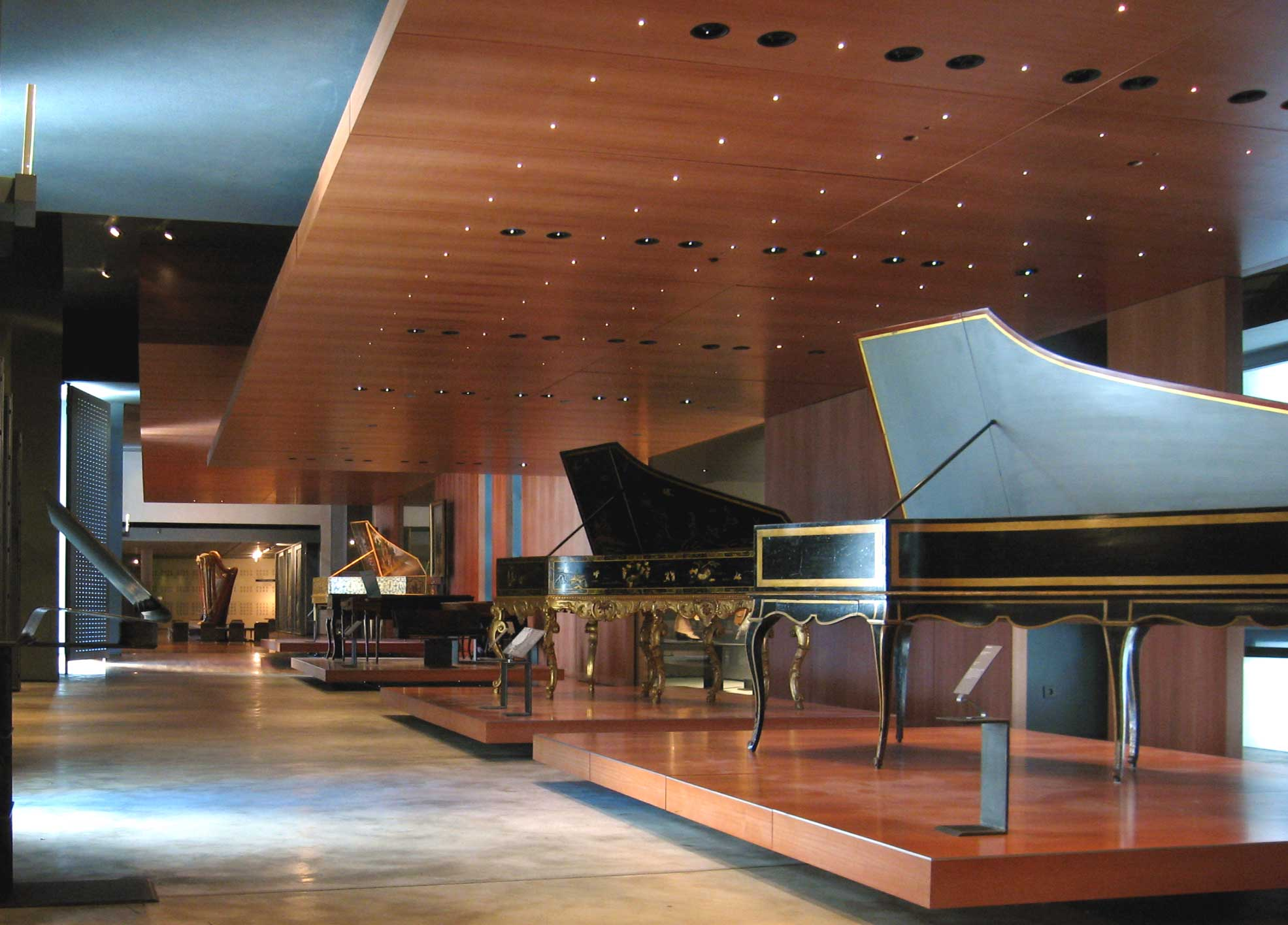
18世纪下半叶的羽管键琴
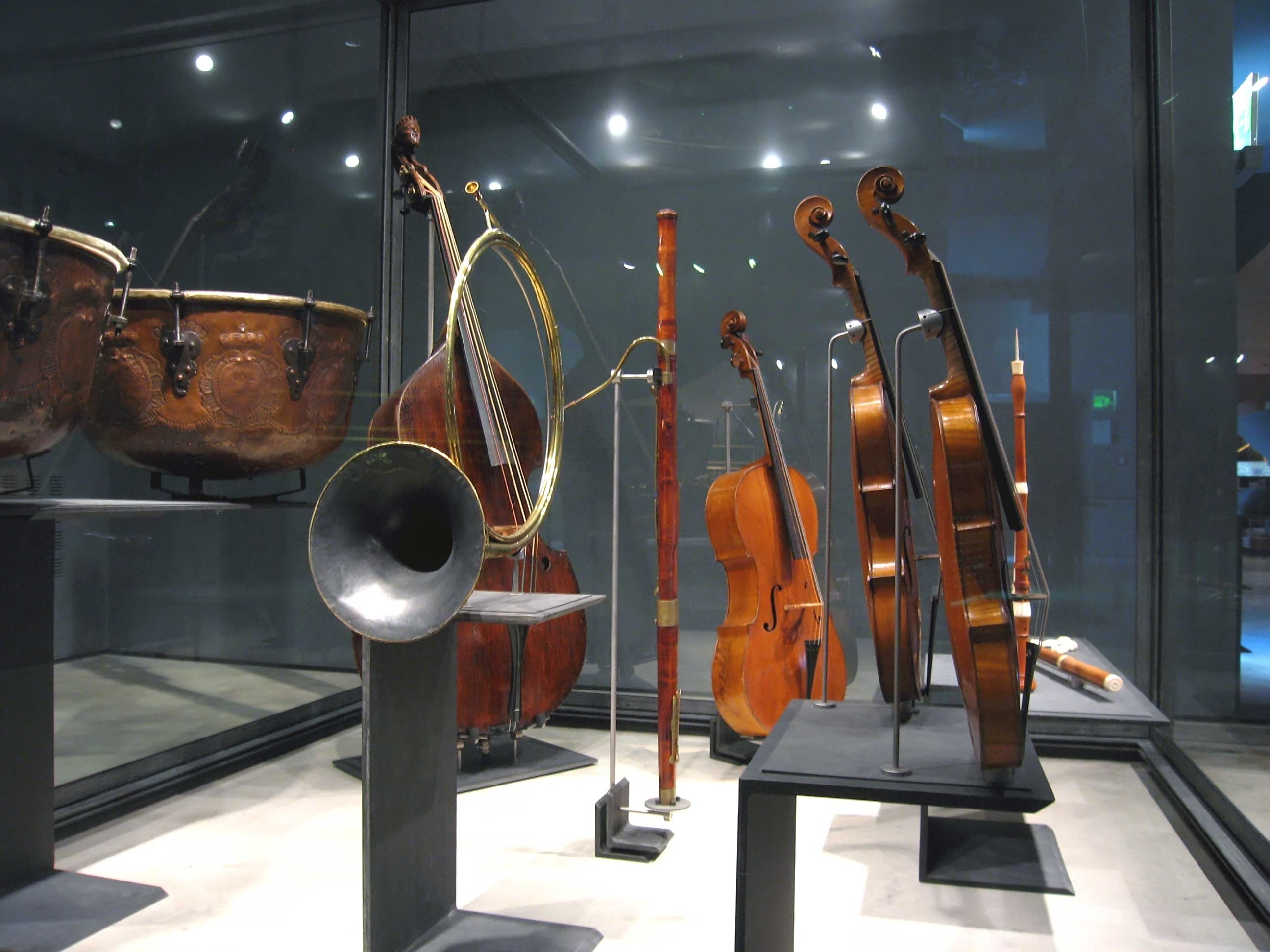
带有狩猎号角的18世纪乐器
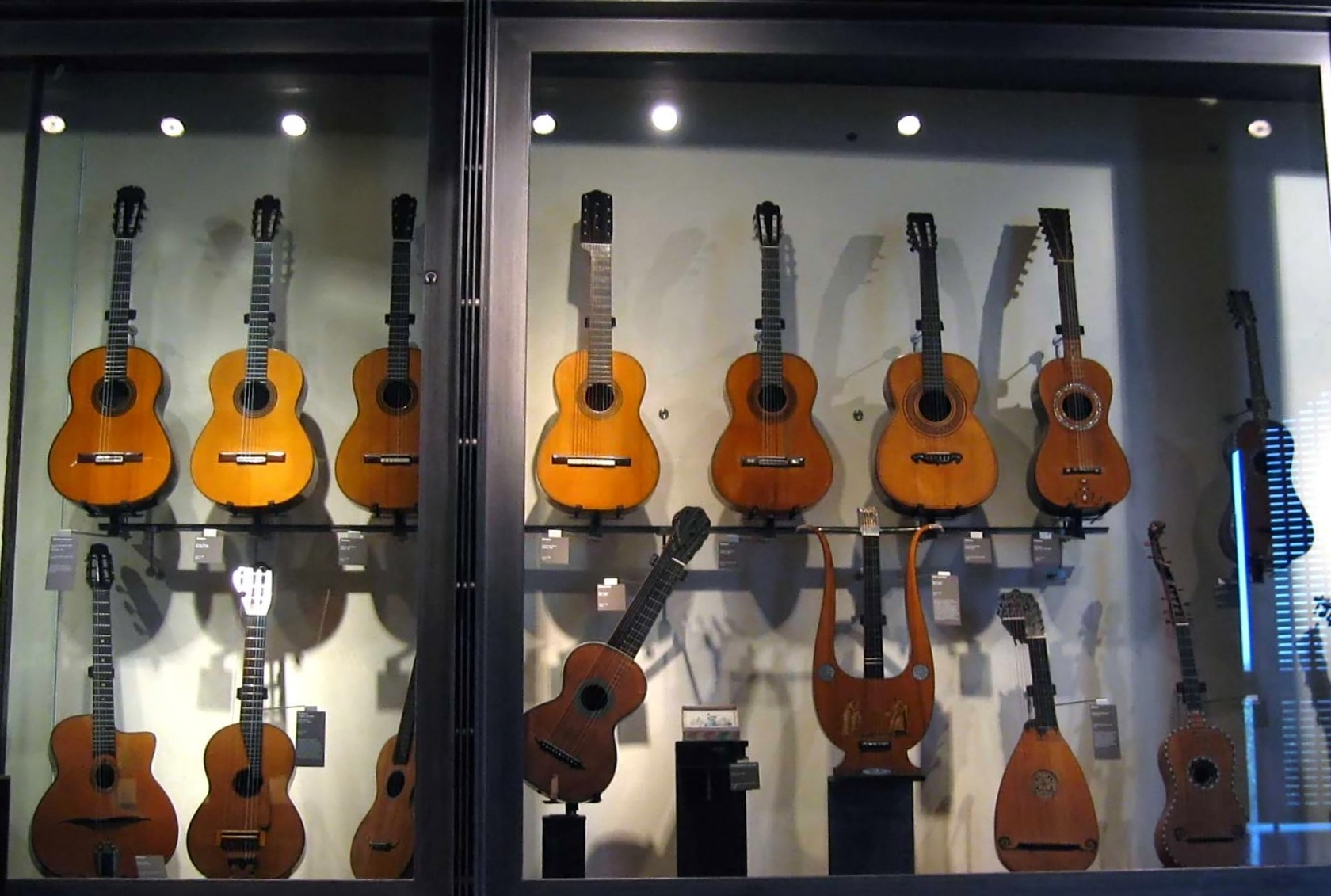
19世纪和20世纪由西班牙制琴师安东尼奥·德·托雷斯（英语：Antonio de Torres Jurado）设计的吉他
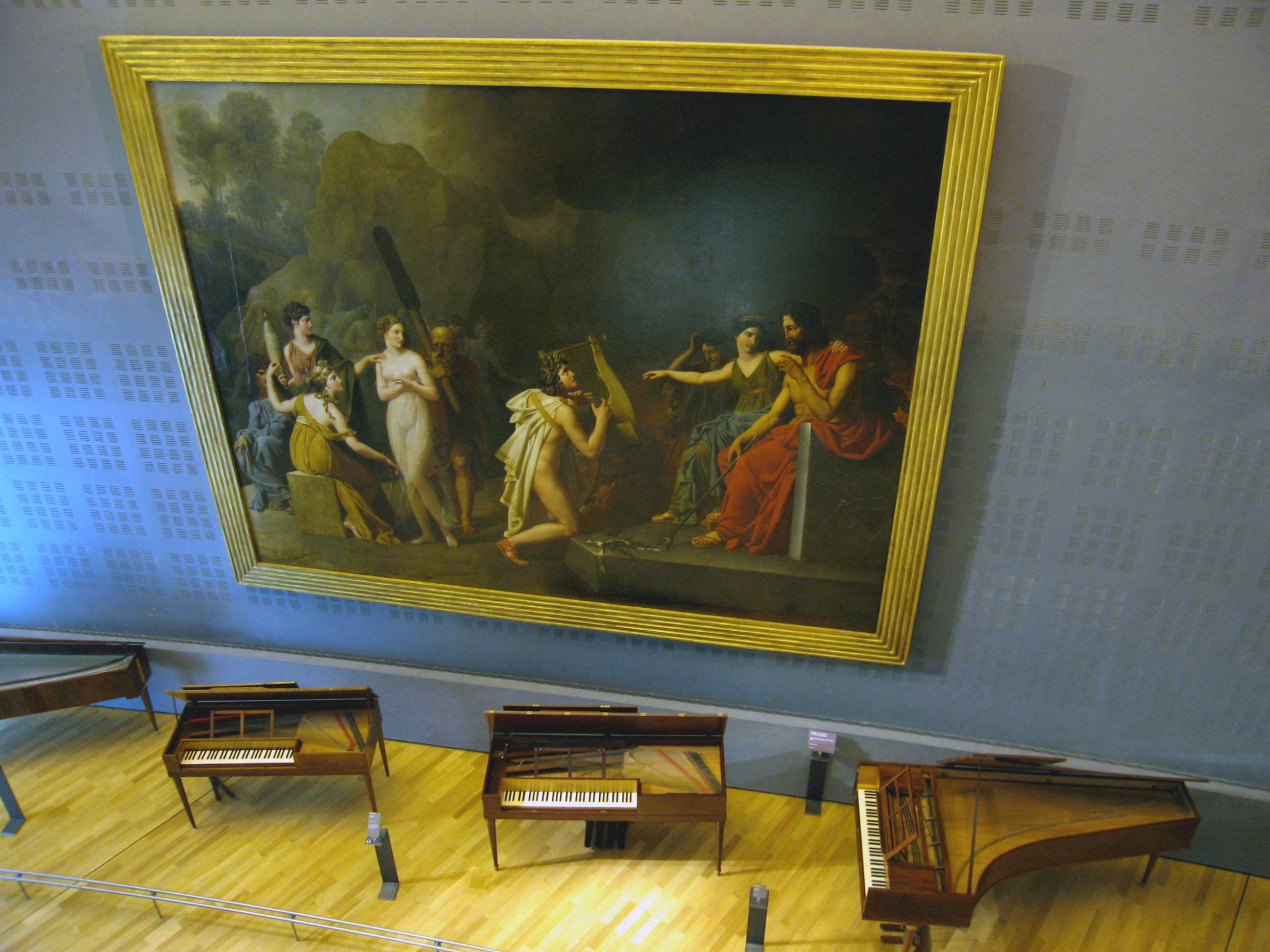
19世纪初的钢琴
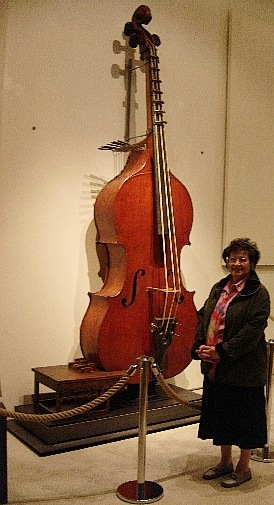
19世纪由法国让-巴蒂斯特·维尧姆（英语：Jean-Baptiste Vuillaume）设计的三弦八度低音提琴（英语：Octobasse）